# Walter Leigh
Walter Leigh (Wimbledon (Londen), 22 juni 1905 - Tobroek, 12 juni 1942) is een Brits componist. Zijn muziek is een anachronisme in de klassieke muziek van de 20e eeuw.
Leigh startte zijn muzikale opleiding toen hij acht jaar oud was bij zijn leraar Harold Darke; hij studeerde uiteindelijk negen jaar bij hem. Aanvullende studies volgde hij aan het Christ’s College in Cambridge, waar hij in 1926 afstudeerde. Daarop volgden lessen bij Paul Hindemith aan de Hogeschool voor de muziek in Berlijn. Hij wees in 1930 een baan als leraar af om zich verder toe te leggen op het theater en te leven van de opdrachten die hem ten deel vielen.   
Een van zijn eerste compositie was een pantomime voor het Festivaltheater in Cambridge; hij schreef het samen met V.C. Clinton-Baddeley. Daarna volgden er meer. In 1932 ging een werk van hem in première tijdens een ISCM-festival (moderne muziek). Daarbij schreef hij echte gebruiksmuziek zoals Hindemith dat voorstond. De muziek werd vaak geschreven voor de gelegenheid waarbij die uitgevoerd werd; het waren een soort instant-composities. Daarbij valt op dat zijn muziek meer thuis hoort in de 18e eeuw dan in de 20e eeuw. Hij componeerde zo neoclassicistisch, dat het klassieke muziek lijkt. Daartegenover componeerde hij bijvoorbeeld Ouverture Agincourt, die alleen maar gecomponeerd kon worden in die tijd. In 1941 nam hij dienst in het Britse leger en liet het leven bij een slag nabij Tobroek in Libië.

## Oeuvre
- 1922 : Reverie
- 1929 : Drie stukken voor strijkkwartet
- 1931 : Sonatine voor altviool en piano
- 1931 : Aladdin (pantomime)
- 1932 : His Lordship (filmmuziek)
- 1932 : The Pride of the Regiment (opera)
- 1932 : Music for String Orchestra
  - delen (1) Adagio, (2) Vivo, (3) Lento, (4) Allegro
  - het muziekwerk is gecomponeerd voor amateurmusici; de muziek doet sterk denken aan die van Haydn;
- 1933 : Jolly Roger
  - opera die zes maanden heeft gespeel in het Savoy Theater; première 1 maart 1933
  - er is een ouverture die los van de opera uitgevoerd kan worden
- 1934 : Klavecimbelconcert
- 1934 : Pett and pott, A Fairy Story of the Suburbs (filmmuziek)
- 1934 : Song of Ceylon
  - filmmuziek bij dokumentaire van Basil Wright.
- 1935 : Victoria Regina
  - voor Broadway
- 1935 : Charlemagne (muziek voor hoorspel)
- 1935 : Trio voor dwarsfluit, hobo en piano
- 1936 : Rainbow dance (titelsong van film; componist werd niet vermeld)
- 1936 : A Midsummers Night’s Dream (Shakespeare)
  - delen (1) ouverture, (2) Entry of the Mechanicals, (3) introductinb act II, (4) intermezzo, (5) Introduction act III, (6) wedding march, (7) Bergomask, (8) Fairies dance, (9) Finale;
  - uitvoering in Weimar
  - de muziek doet opnieuw sterk denken aan muziek van Haydn
- 1936 : The Frogs (basis Aristophanes) (opera)
  - twee versies zijn bekend, voor een uitvoering in Cambridge schreef Leigh een nieuwe versie
- 1937 : Ouverture Agincourt
- 1938 : Nine sharp (revue)
- 1938 : The Face of Scotland (filmmuziek)
- 1939 : Man of the Alps (filmmuziek)
- 1939 : Little Revue
- 1939 : Table d’Hote (voor televisie)
- 1939 : Squadron 992 (filmmuziek)
- 1939 : Sonatine voor blokfluit en piano
- Drie stukken voor amateur-orkest
- Music for three pianos
- Three waltzes for piano
- Air voor blokfluit en piano
- Liederen
- Eclogue (piano)
- Romance

- Bibsys: 3118651
- Bibliothèque nationale de France: cb16598932r (data)
- Gemeinsame Normdatei: 134656695
- International Standard Name Identifier: 0000 0000 8274 4054
- Library of Congress Control Number: n81014130
- MusicBrainz: ded38c03-b290-43dd-a0ca-4415f90ea65f
- Nationale bibliotheek van Australië: 35957718
- Nationale Bibliotheek van Israël: 987007282838705171
- Nederlandse Thesaurus van Auteursnamen: 268579091
- Réseau des bibliothèques de Suisse occidentale: 02-A018958070
- Istituto Centrale per il Catalogo Unico: DDSV140435
- SNAC: w6c08796
- Système universitaire de documentation: 25268916X
- Trove: 1162740
- Virtual International Authority File: 79715864
- WorldCat: E39PBJqKgxHHwgw7YXMRY6hmBP